# Aspidostemon macrophyllus
Aspidostemon macrophyllus är en lagerväxtart som beskrevs av Van der Werff. Aspidostemon macrophyllus ingår i släktet Aspidostemon och familjen lagerväxter. Inga underarter finns listade i Catalogue of Life.